# Darío Silva
Dario Debray Silva Pereira, född 2 november 1972 i Treinta y Tres, Uruguay, är en före detta fotbollsspelare som spelade som anfallare. Han är vänsterfotad.

## Karriär
Silva spelade 46 landskamper för Uruguay och gjorde 14 mål. På klubbnivå spelade han Peñarol, Cagliari, Espanyol, Málaga CF, Sevilla och Portsmouth. I Italien fick han smeknamnet "sa pibinca", som betyder otygsmakaren eller den besvärlige på grund av sin spelstil som alltid låg och störde och skapade problem för motståndarlaget.

## Bilolycka
Den 23 september 2006 förlorade Darío Silva sitt högra ben i en bilolycka. Silva slungades ur sin bil och kolliderade med en lyktstolpe. Han fick en skallfraktur och högerbenet var så pass skadat att läkarna tvingades amputera bort det strax under knät. Silva skrevs ut den 5 oktober och skaffade en sedermera en protes från Italien.

## Efter fotbollskarriären
Tre år efter sin olycka, den 13 januari 2009, spelade Silva en välgörenhetsmatch mellan Uruguay XI och Argentina XI för "Fundación Niños con Alas". Han deltar i lokala maraton, välgörenhetstävlingar och spelar i det semiprofessionella laget Les Bastilles, där han lyckades göra 40 mål på 31 matcher.
Idag är Silva aktiv både inom fotbollen som tränare och sin nya karriär inom rodd. Han siktar på att ställa upp i rodd vid olympiska sommarspelen 2012.